# Marion Witteyer
Marion Witteyer (* 1956 in Elz (Westerwald)) ist eine deutsche Archäologin.

## Werdegang
Witteyer ließ sich schon während des Studiums an der Universität Mainz vom römischen Mainz (Mogontiacum) und der 500-jährigen Zugehörigkeit zum Römischen Reich begeistern. Da das Studium der Provinzialrömischen Archäologie in Mainz nicht angeboten wurde, setzte Witteyer ihr Studium an der Universität München fort, das sie mit ihrer Dissertation zum Thema Siedlungsgeschichte an unterer und mittlerer Nahe 1990 abschloss. Witteyer wurde im gleichen Jahr Mitarbeiterin der Landesarchäologie, seit 2005 fungierte sie als stellvertretende Außenstellenleiterin im Erthaler Hof.
Als 1981/1982 in der Mainzer Altstadt bei Bauarbeiten in der Nähe des Brandes die ersten Mainzer Römerschiffe gefunden wurden, war Witteyer als Grabungsassistentin an deren Freilegung beteiligt. Sie war vom 10. Januar 2012 bis Ende 2022 in Nachfolge von Gerd Rupprecht Leiterin der Mainzer Außenstelle der Direktion Landesarchäologie der Generaldirektion Kulturelles Erbe Rheinland-Pfalz. Ihre Nachfolgerin wurde, auch im Verband der Landesarchäologien, Stephanie Metz.
Arbeitsschwerpunkt von Marion Witteyer ist die Provinzialrömische Archäologie. Im Rahmen langfristiger Projekte befasst sie sich mit lateinischen Inschriften aus Rheinhessen und dem Nahegebiet, sowie mit der Ausgrabung, Erforschung und Präsentation römischer Großbauten in Mainz. Im Rahmen des letztgenannten Betätigungsfeldes war Witteyer maßgeblich an der Ausgrabung und Erforschung des Heiligtums der Isis und Mater Magna und des römischen Stadttors mit Resten der spätantiken Stadtmauer auf dem Kästrich in Mainz beteiligt. Sie ist stellvertretende Vorsitzende der Initiative Römisches Mainz, die sich um die Sichtbar- und Erlebbarkeit der römischen Denkmäler in Mainz bemüht.

## Schriften (Auswahl)
- Mogontiacum – Militärbasis und Verwaltungszentrum. Der archäologische Befund. In: Franz Dumont, Ferdinand Scherf, Friedrich Schütz (Hrsg.): Mainz – Die Geschichte der Stadt. 2. Auflage. Philipp von Zabern, Mainz 1999, ISBN 3-8053-2000-0, S. 1021–1059.
- mit Ronald Bockius, Stephan Pelgen: Streifzüge durch das römische Mainz. Philipp von Zabern, Mainz 2001; 2. Auflage 2003.
- Göttlicher Baugrund – Die Kultstätte für Isis und Mater Magna unter der Römerpassage in Mainz. Philipp von Zabern, Mainz 2003, ISBN 3-8053-3150-9.
- mit Jens Dolata: Publikumsorientierte Geschichtsvermittlung: Die inszenierte Fundstelle des Heiligtums für Isis und Mater Magna in Mainz. In: Landesamt für Denkmalpflege Rheinland-Pfalz – Abteilung Archäologische Denkmalpflege (Hrsg.): Archäologie in Rheinland-Pfalz 2004. Philipp von Zabern, Mainz 2005, ISBN 3-8053-3551-2.